# Ducati 750 GT
La Ducati 750 GT, prodotta dal 1971 al 1974, è l'antesignana delle moderne motociclette di Borgo Panigale, essendo la prima a montare l'ormai celebre bicilindrico, soprannominato "pompone" dai suoi estimatori.

## Sviluppi
La distribuzione desmodromica sarà introdotta a partire dal modello 750 SS. Il motore venne definito in schizzo il 20 marzo 1970 dall'ingegnere Fabio Taglioni, in luglio il prototipo già si testava al banco e alla fine di agosto il prototipo della 750 veniva collaudato sull'aerautodromo di Modena.

## Le competizioni
La direzione Ducati aveva deciso il rientro nelle corse, allettata dalla costituenda Formula 750, riservata a moto da competizione con meccanica derivata dai modelli di serie. Per cui il programma della "750" venne ulteriormente affrettato, visto che la Ducati non aveva la moto per correre e neppure la moto di serie da cui derivarla. Nel 1971, al Salone Olympia di Londra, viene presentata al pubblico la 750 GT, mentre i meccanici del reparto corse lavorano a pieno ritmo per preparare il debutto della nuova moto alla 200 Miglia di Imola. Si rese necessaria la riprogettazione integrale della parte ciclistica che venne collaudata solo pochi giorni prima della gara.
Il 23 aprile 1972, la testa della "200 Miglia" viene assunta da Giacomo Agostini in sella alla sua MV Agusta, ma al quarto giro Smart e Spaggiari, con le loro 750 Sport, lo superano finendo rispettivamente primo e secondo. È un grande trionfo internazionale, il primo della lunga serie che questo motore otterrà, nelle sue varie evoluzioni.
Ora la 750 GT, che nei primi mesi aveva mietuto buone critiche ma scarse vendite, può presentarsi degnamente dell'affollato e prestigioso mercato europeo delle 750 (ai tempi la classe regina delle moto) per collocarsi al posto che le spetta.

## Descrizione
L'estetica, a dispetto del contenuti tecnologici, è piuttosto tradizionale, quasi dimessa. Non fosse per l'innovativo serbatoio in vetroresina e per il freno a disco anteriore, sembrerebbe un modello degli anni sessanta. La posizione di guida è sportiveggiante senza affaticare i polsi e la sua leggerezza la rendono particolarmente adatta ai percorsi misto-veloci. Le finiture sono di livello medio-basso, come in tutte le moto europee concorrenti; nulla da paragonare ai modelli giapponesi che in quegli anni iniziano a invadere il vecchio continente. La moto risulta essere un concentrato di sostanza con poca attenzione alla forma, coerente alla concezione produttiva europea dell'epoca, ma che si dimostrerà perdente, in termini di vendite, nei confronti del luccicante e accessoriato prodotto giapponese.